# On/Off
Gli On/Off (stilizzato come ON/OFF) sono un duo J-pop giapponese formato dai gemelli Naoya Sakamoto (坂本 直弥?, Sakamoto Naoya; 10 dicembre 1983) e  Kazuya Sakamoto (坂本 和弥?, Sakamoto Kazuya; 10 dicembre 1983). Il duo debuttò nel 2007 con la pubblicazione del singolo Eien no setsuna (永遠の刹那? lett. Momento eterno). Entrambi sono attori prima di essere cantanti, ma il loro successo internazionale è dovuto soprattutto agli appassionati di anime.

## Storia
La loro carriera ha inizio nel 2007, con il singolo Yokogao, cui fa seguito Eien no setsuna, che viene utilizzato come sigla d'apertura del drama Fūma no kojirō, in cui i due fratelli interpretano i ruoli di due gemelli (Naoya nel ruolo di Ko, Kazuya in quello di Shoryu). Il singolo debuttò al 59º posto della classifica Oricon. Il 4 giugno 2008 esce il secondo singolo Futatsu no kodō to akai tsumi, che viene utilizzato come sigla di apertura della serie televisiva anime Vampire Knight. Il 15 ottobre esce il loro quarto singolo, Rinne Rondo, anch'esso utilizzato come sigla di apertura nella seconda serie anime dedicata a Vampire Knight, Vampire Knight Guilty. Successivamente viene pubblicato il singolo Hana kagari, che anticipa l'album di debutto Legend of Twins I: Futago densetsu. Nello stesso anno, i fratelli Sakamoto recitano in un altro drama, Ghost Trip. Il 9 giugno 2010 esce il singolo Butterfly, usato come sigla finale per la serie televisiva anime Durarara!. Il singolo successivo, Hajimaru no wa, sayonara, composto e prodotto dal famoso artista J-Pop Daisuke Asakura, viene usato come seconda sigla di apertura dell'adattamento ad anime di Beelzebub. Il 2 novembre 2011 esce il singolo Akatsuki e il 7 dicembre viene pubblicato il secondo album, Legend of Twins II : Zoku Futago Densetsu.

## Discografia

### Album
- Legend of Twins I: Futago Densetsu (2009)

1. Sōkō no genseki
2. Eien no Setsuna (2007)
3. Iku sen no nemuri no hate
4. Hana Kagari (2009)
5. Shigunaru
6. Rosuto
7. Futatsu no Kodou to Akai Tsumi(2008)
8. Twinkle
9. Reinī redī
10. Sagashimono
11. Rin'ne: Rondo (2008)
12. Kokuhaku
13. Kōu shōron/Yakusoku no hane White Feathers

- Legend of Twins II : Zoku Futago Densetsu (2011)

1. Myth
2. Hajimaru no wa, Sayonara
3. Chouzetsu Requiem
4. Kimi ga suki
5. I loving... -Boku no ai-
6. Butterfly
7. Kimi ga inakerya
8. Chromatic liner
9. CONNECTION
10. Boku dake no Orion
11. AKATSUKI ~Kimi no Kirei na Kokoro ga Suki~
12. Legend
13. 24 no Shinwa (Bonus Track)
14. Christmas Carol no koro ni wa (Bonus Track)

### Singoli
- Kimi no Yokogao (2007)
- Crazy About You
- Oredake no Muse
- Wasureranu Hitomi
- Wasureranu Hitomi (Instrumental)
- Eien no Setsuna (Instrumental)
- Butterfly (Instrumental)
- Butterfly (TV Size Version)
- Hajimaru no wa, Sayonara (TV Size Version)
- Hajimaru no wa, Sayonara (Instrumental)
- Kimi ga Inakerya (Instrumental)
- Tsukisasare! Darts
- Akatsuki (Instrumental)